# Rebecca Volpetti
Rebecca Volpetti (Pravisdomini, Pordenone; 28 de noviembre de 1997) es una actriz pornográfica y modelo erótica italiana.

## Biografía
Rebecca Volpetti, nombre artístico de Kristina Zaharia, nació en el seno de una familia originaria de Rumanía en la ciudad de Pravisdomini, ubicada en la provincia italiana de Pordenone, en la región fronteriza de Friuli-Venecia Julia.
Saltó a la fama después de hacerse público, en enero de 2016, un vídeo suyo junto a la actriz pornográfica Luna Ramondini y al actor y showman italiano Andrea Diprè, en el que mantenían relaciones sexuales, con el fin de ser publicado en la web de Diprè, en un parque público de la ciudad de Cordenons, hecho que fue denunciado por las autoridades.
Tras ese episodio, Rebecca comenzó a ser tanteada por algunas productoras italianas de la industria pornográfica, debutando como actriz ese mismo año, a los 19 años. Ha grabado para productoras tanto europeas como estadounidenses, destacando Evil Angel, Private, Viv Thomas, 21Sextury, SexArt, Reality Kings, Girlfriends Films, Brazzers, Mofos, Colmax o DDF, entre otras.
Ha aparecido en más de 710 películas como actriz.
Algunas películas suyas son Anal Innocence, Blind Date, Fantasstic DP 9, Hardcore Personal Trainer, Innocent Teens Love It Up The Ass, Nursing School Diaries, Rocco's Intimate Castings 9, Rocco's Psycho Teens 11 o Teens Vs MILFs 5.

## Premios y nominaciones
| Año  | Ceremonia          | Resultado | Premio                                                       | Trabajo                               |
| ---- | ------------------ | --------- | ------------------------------------------------------------ | ------------------------------------- |
| 2018 | Premio XBIZ Europa | Nominada  | Mejor escena de sexo gonzo                                   | Teacher's Pet                         |
| 2018 | Spank Bank Awards  | Nominada  | Cock Worshipper of the Year                                  | —                                     |
| 2018 | Spank Bank Awards  | Nominada  | Contessa of Cum                                              | —                                     |
| 2019 | Premios AVN        | Nominada  | Mejor escena de sexo en producción extranjera                | XXXtreme Group Fuck Sensation         |
| 2019 | Premio XBIZ Europa | Ganadora  | Mejor escena de sexo lésbico                                 | The Taste Of A Woman                  |
| 2019 | Spank Bank Awards  | Nominada  | Doctoral Degree in Dildology                                 | —                                     |
| 2019 | Spank Bank Awards  | Nominada  | Sloppy Head Savant of the Year                               | —                                     |
| 2020 | Premios AVN        | Nominada  | Artista femenina extranjera del año                          | —                                     |
| 2021 | Premios AVN        | Nominada  | Mejor escena de sexo lésbico grupal en producción extranjera | Rocco: Pure Fitness                   |
| 2022 | Premios AVN        | Nominada  | Artista femenina extranjera del año                          | —                                     |
| 2022 | Premios AVN        | Nominada  | Mejor escena de sexo anal internacional                      | Xpervo Rebecca Volpetti Anal Addicted |